# Stormen Alfrida

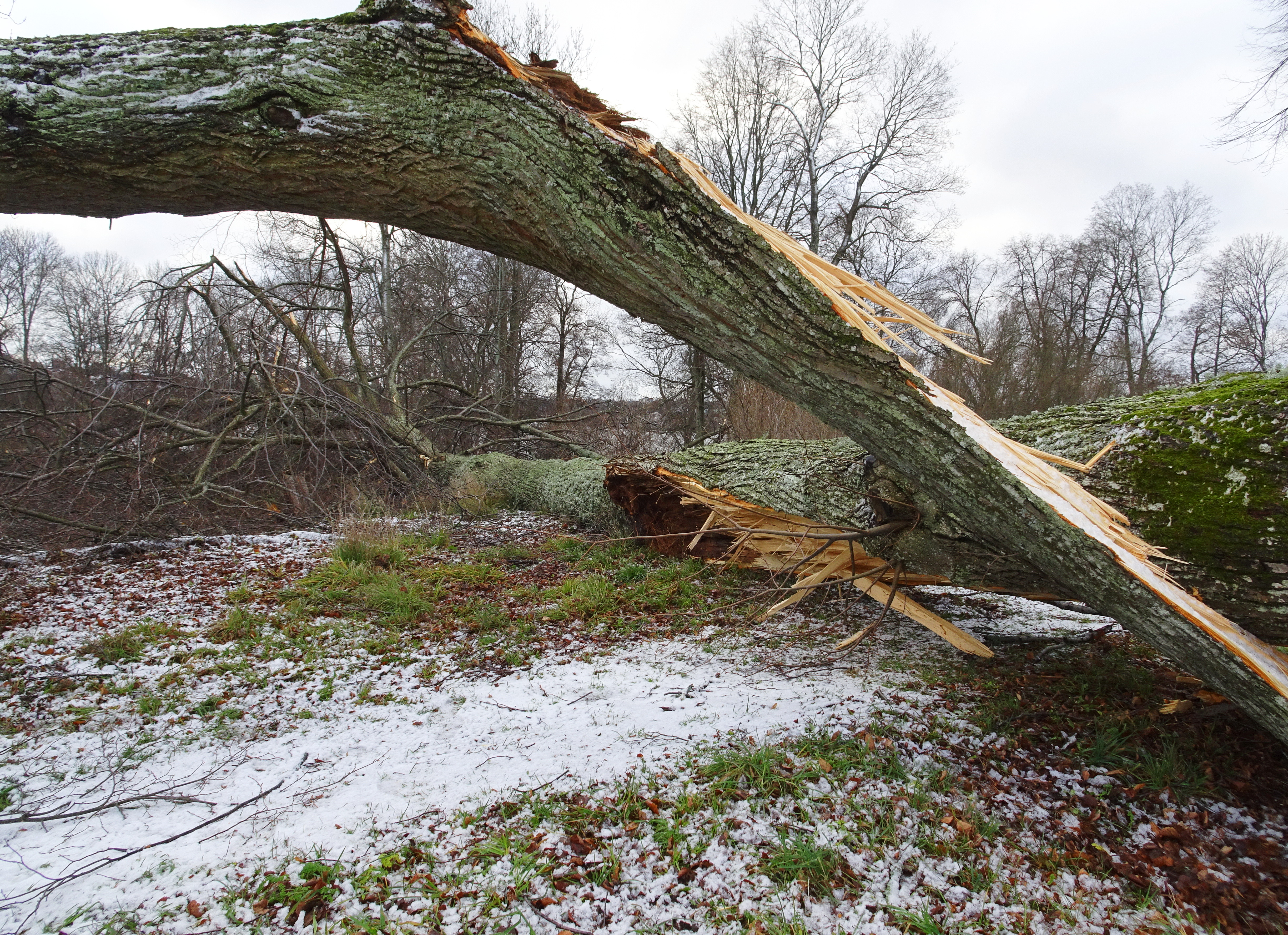
Ett av många stormfällen i Alfridas spår, här i Vårby gård i Huddinge kommun.

Stormen Alfrida, i Finland kallad Aapeli, var en storm som drabbade norra Europa i början av januari 2019. Anledningen var ett intensivt lågtryck som den 31 december 2018 rörde sig från Island mot nordligaste Skandinavien. Det svängde sedan under 1 januari 2019 mot sydost och Finland samt Baltikum. På lågtryckets baksida blåste det upp kraftiga och byiga nordvindar som kulminerade den 2 januari.
I Finland uppmättes nytt vindrekord. Stormen välte många träd och orsakade strömavbrott i delar av Sverige och längs Finlands västkust. Gällande skogsskador i Sverige var Stockholms län hårdast drabbad. Åtta personer dog i Danmark, i en tågolycka som antogs ha förorsakats av vinden. En person dog på Åland i samband med röjningsarbetet.

## Allmänt

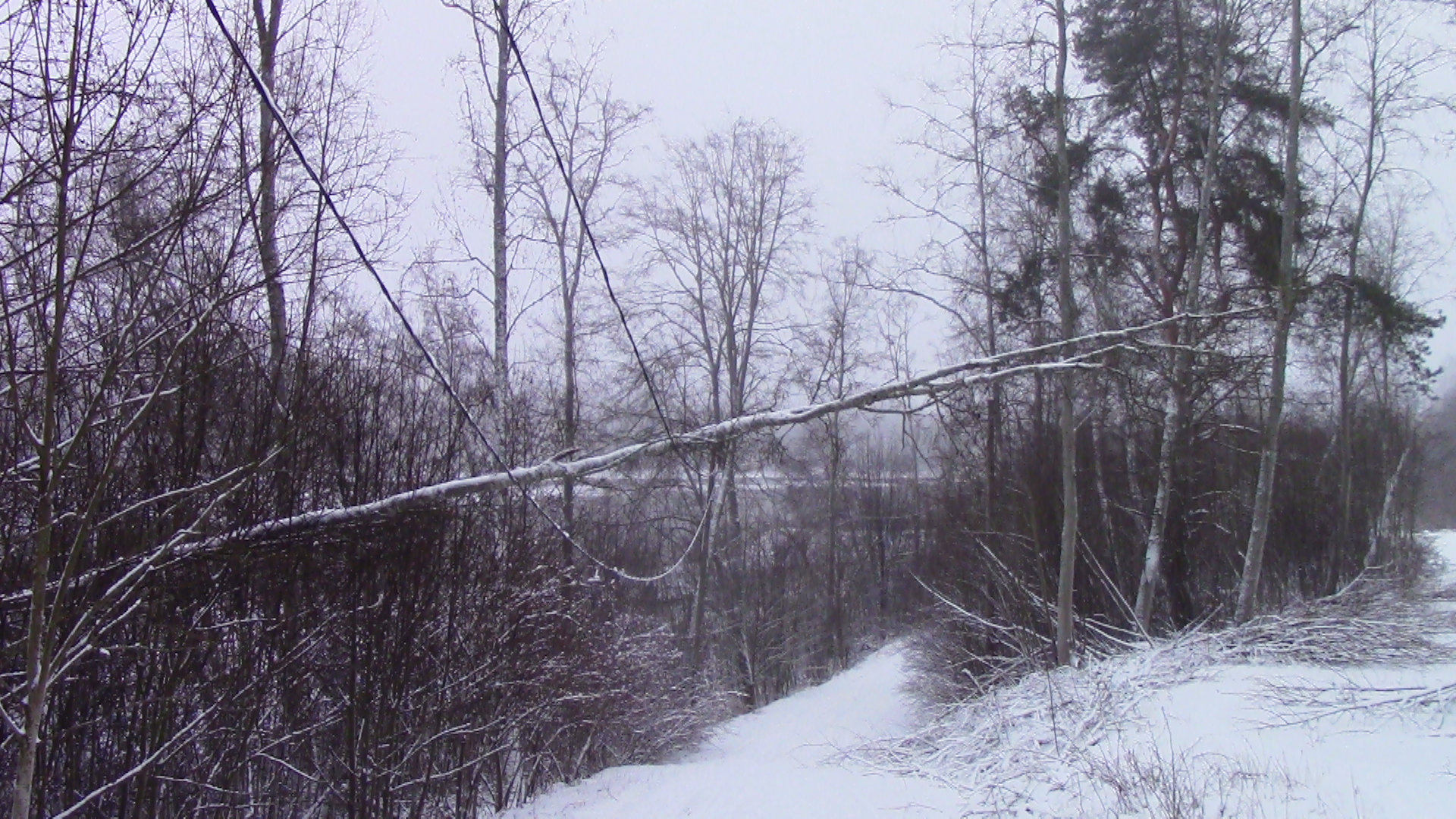
Stormskador efter stormen i Nakkila, Finland.

I Finland var stormen den hårdaste som uppmätts i landet. Som värst var omkring 120 000 hushåll utan elektricitet, med 12 000 i 67 kommuner strömlösa ännu nästa dag. Tågtrafiken till Vasa ersattes med bussar. Den hårdaste vindbyn som uppmättes i Fastlands-Finland var på 32,8 m/s, i Klemetsö i Vasa. På Mariehamns flygplats uppmättes 29,8 m/s. Den signifikanta våghöjden på Bottenhavet uppmättes preliminärt till 7,9 meter. I Österbotten fällde stormen uppskattningsvis 30 000 m³ skog, med det tredubbla skadad. Förlusten uppskattas till minst en miljon euro. På Åland, där stormen lokalt nådde nästan orkanstyrka (32,5 m/s medelvind på Bogskär), uppstod stor förödelse, med huvudvägarna spärrade av kullfallna träd och över hälften av Ålands elandelslags kunder utan ström ännu ett dygn efter stormen. Vissa hushåll hade ingen elektricitet i cirka 2 veckor efter stormen. Också många fornminnen skadades.

## Åland
Åland drabbades väldigt hårt av stormen natten till onsdagen den 2 januari. På Bogskär i Kökar uppmättes den hårdaste vinden någonsin i Finland: 32,5 m/s medelvind under 10 minuter. Hälften av Ålands elandelslags 15 000 kunder (Åland har 30 000 invånare) var strömlösa ännu vid lunchtid på torsdagen. På onsdagen hade röjningsarbetet koncentrerats till huvudvägar, centralorter och kommunikationsmaster, medan man på torsdagen fokuserade på att få igång elförsörjningen, trådtelefonerna och mobiltelefonnätet. Man kallade in också tidigare och pensionerade arbetstagare och fick hjälp med personal från både Finland och Sverige. Arbetet fördröjdes av att det var för farligt att arbeta i mörker, allmänheten varnades för att ens röra sig ute i mörkret. På söndagskvällen var ännu knappa 3 000 hushåll utan ström.
Ålands radio tystnade på onsdagen, då bränslet till sändarmastens reservgenerator tog slut. Då fick kommersiella radiokanalen Steel Fm sända nödsändningarna och verka som enda kommunikationskälla i många hushåll. Det visade sig att bränslemätaren hade visat fel, sändaren borde kunna fungera på reservström åtminstone ett par dagar. Ålands kommunikationsminister och Ålands radios VD såg detta som mycket allvarligt: det är via rundradion man i första hand skall kunna få ut information till allmänheten i krislägen.
Stormen i sig förorsakade inte personskador, men en man dog i samband med röjningsarbetet. På torsdagseftermiddagen öppnade räddningsverket en telefonlinje dit man hoppades folk som var isolerade i sina hus skulle ringa. Alla kommuner hade ställt i ordning nödinkvarteringsplatser för dem som inte kunde bo kvar hemma. I Näfsby skola i Hammarland inleds skolåret på måndag sannolikt utan elektricitet. Barnen uppmanas klä sig varmt.
De ekonomiska konsekvenserna för skogsbruket kommer att vara mycket stora, men ingen helhetsbild fanns ännu fredagen efter stormen. Också skadorna på fasta fornminnen är stora.

## Nordtyskland
Den 1 och 2 januari 2019 drabbade lågtryck Alfrida även Nordtyskland och kallades där ”Zeetje”. För hela Östersjökusten varnade Deutscher Wetterdienst (motsvarigheten till svenska SMHI) för en stormflod med vattennivåer upp till 1,50 meter över det normala. I Lübeck mättes 1,74 meter över normal och delar av staden nära floden Trave stod under vatten. På Nordsjön tappade containerfartyget MSC Zoe omkring 270 containrar i havet.

## Konsekvenser
Blåsten kan även ha orsakat en tågolycka som dödade åtta personer i Danmark. Experter uppges dock betrakta vindstyrkan som otillräcklig för att ensamt ha orsakat olyckan, som utreds av Danmarks haverikommission. I Danmark kan blåsten ha orsakat eller bidragit till att en tom påhängsvagn föll av från ett godståg. Påhängsvagnen blev sedan påkörd av ett mötande passagerartåg vilket i sin tur dödade åtta personer.
I Sverige drabbades omkring 100 000 abonnenter av strömavbrott och kollektivtrafiken inställdes i stora delar av landet. På Gotland förlorades delvis telenätet. Busstrafiken i bland annat Värmdö kommun utanför Stockholm drabbades av störningar då fällda träd över vägen blockerade kollektivtrafikens framfart. Enligt Skogsstyrelsens inventering förstörde Alfrida ungefär 200 000 kubikmeter skog i Uppsala län och 300 000 i Stockholms län.

## Bilder

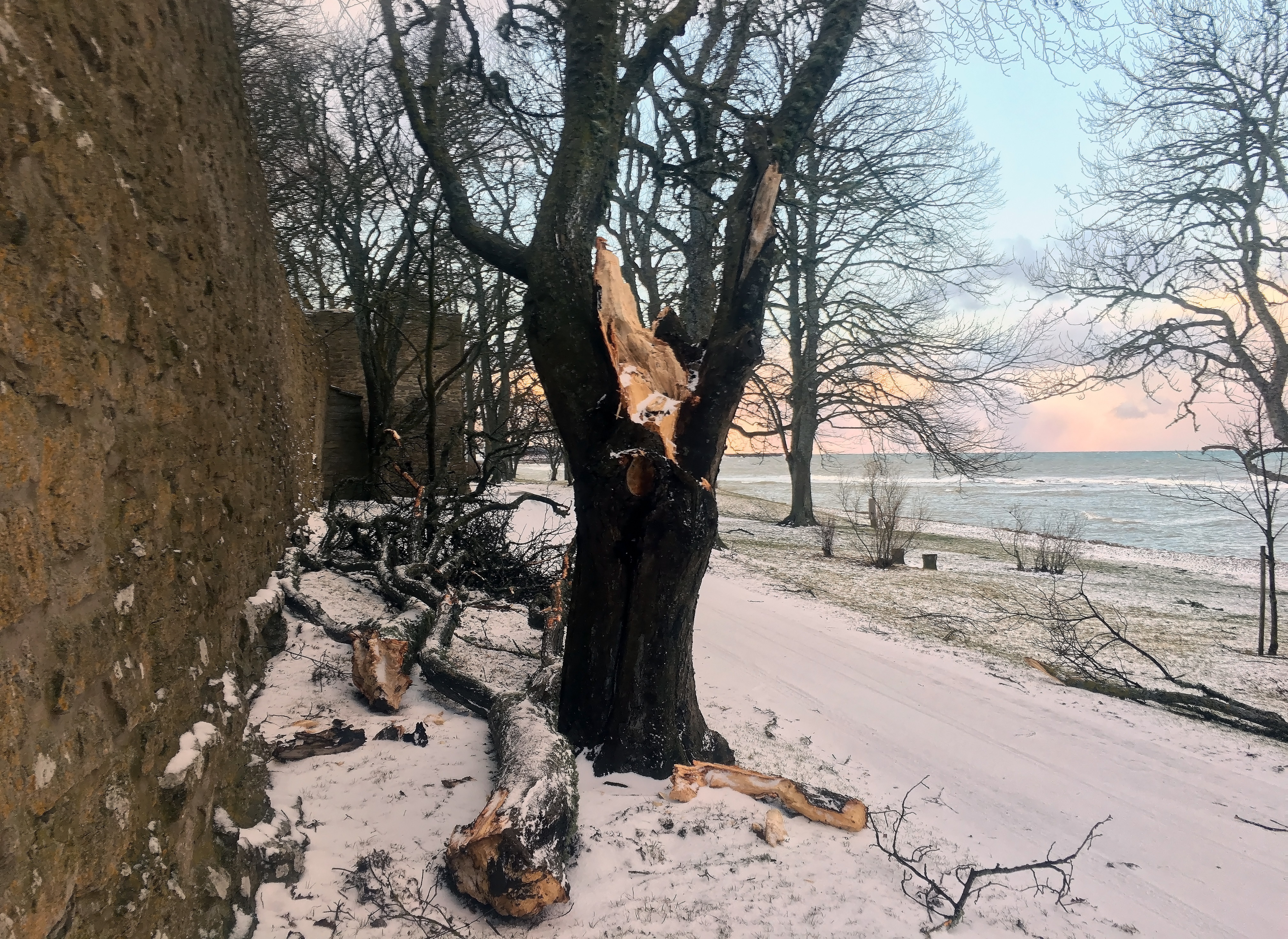
Strandpromenaden i Visby efter Alfrida.
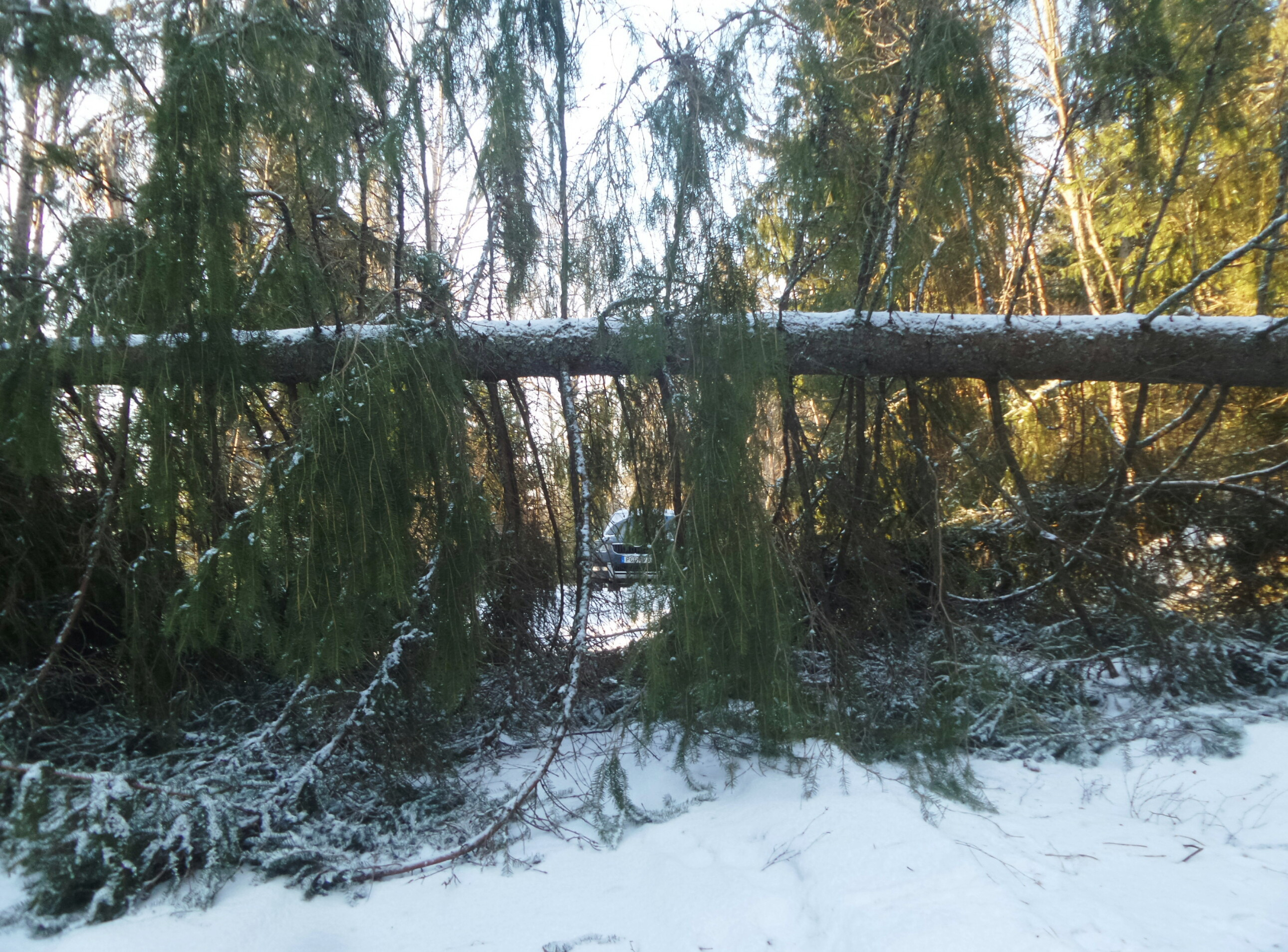
Blockerad skogsväg i Norrtälje kommun.
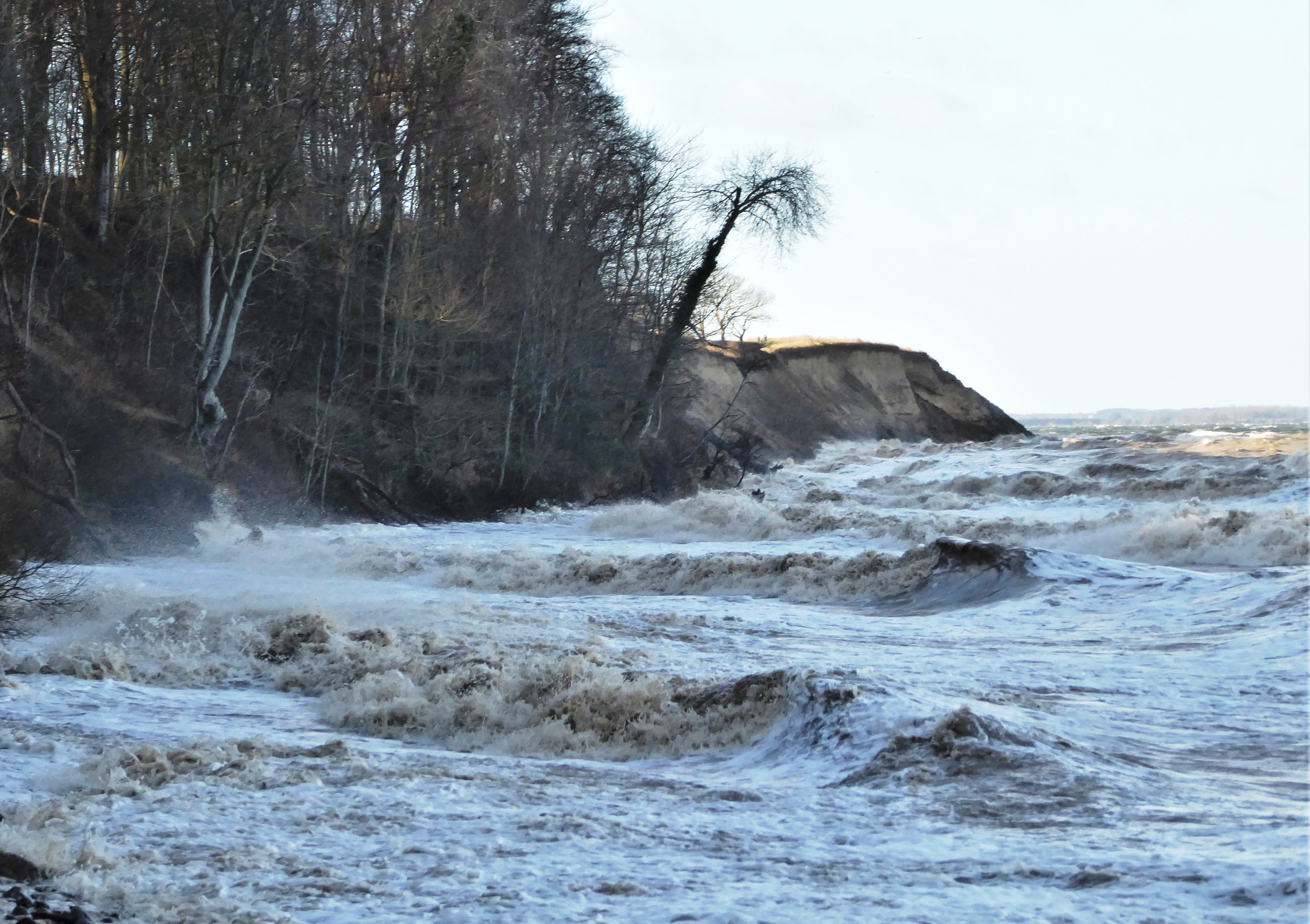
Östersjön vid Weissenhäuser Strand i Schleswig-Holstein.
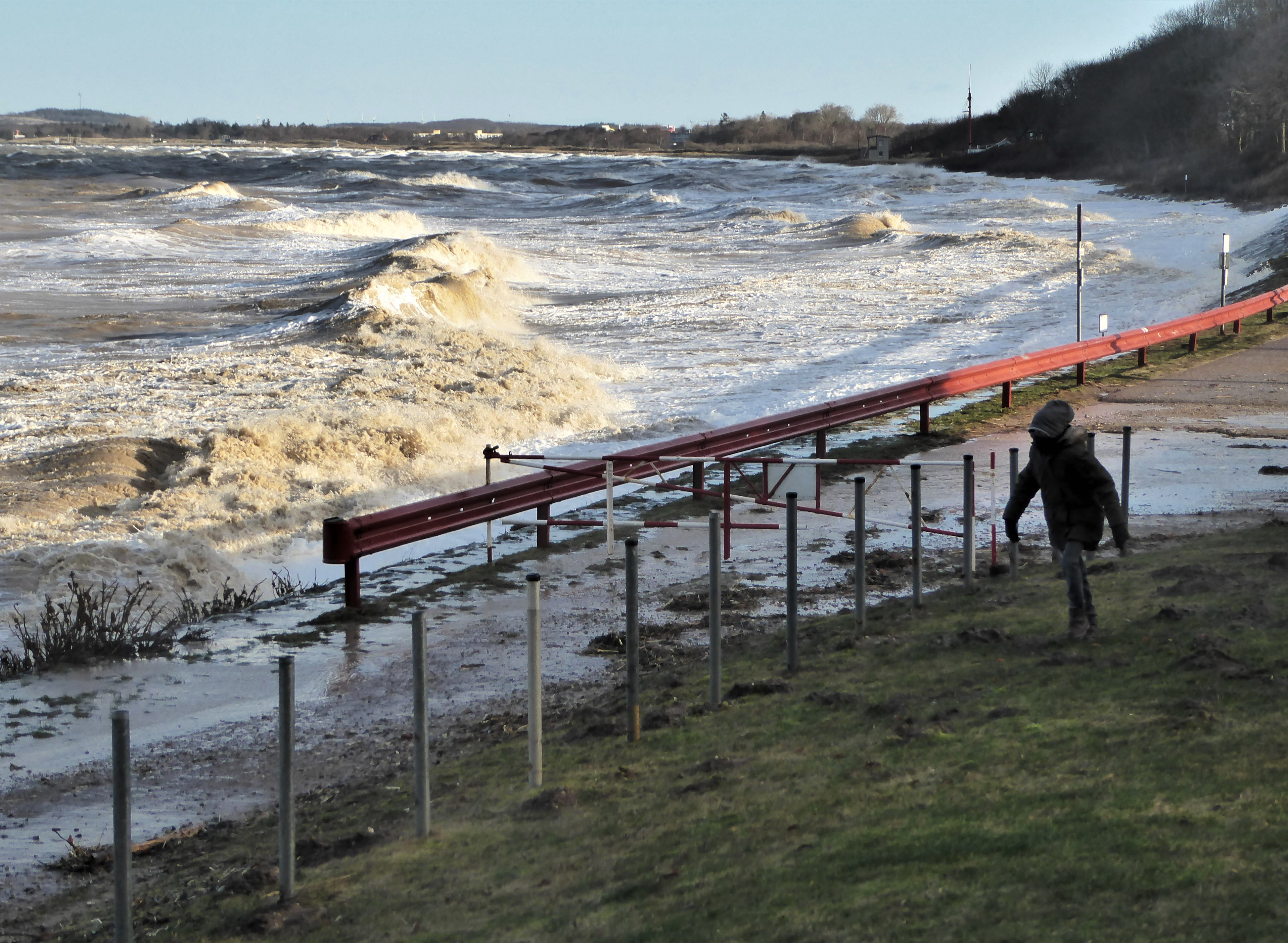
Östersjön vid Weissenhäuser Strand i Schleswig-Holstein.

## Namn
Namnet kommer av att Alfrida har namnsdag torsdag den 3 januari, en av dagarna då stormen härjade. Motsvarande har Aapeli namnsdag enligt den finska kalendern.